# Рубель Ярослава Яківна
Ярослава Петрунеля Рубель, уроджена Парахоняк (англ. Yaroslawa Rubel; 12 липня 1924 року, Болехів, Польська Республіка — 19 жовтня 2018 року, Нью-Йорк, США) — громадська діячка, благодійниця, пластунка, членка куреня «Перші Стежі», крайова комендатка пластунок США, голова Головної Пластової Булави (2000—2006).

## Життєпис
Ярослава народилася в Болехові на Франківщині. Батько — Яків, мати — Олена (з дому — Кагул). Середню освіту отримала в гімназії міста Стрий. Емігрувала з України 1944 року до Німеччини, на шляху до котрої втратила старшу сестру Орисю під час бомбардувань Братислави. У Мюнхені закінчила педагогічне навчання. 1950 року переїхала в США до Філадельфії, а згодом, через два роки, до Нью-Йорка, де одружилась з легкоатлетом Ярославом Рублем. Працювала в банківській галузі.
Ярослава була представницею американського Пласту у відділі молодечих організацій при Українському Конґресовому Комітеті Америки. Також ініціювала заснування Комітету Українських Молодечих Організацій. Була представницею Світової Федерації Українських Жіночих Організацій в Департаменті публічної інформації ООН.
Працювала над видавництво історичних матеріалів, книг «Перша світова конференція українських молодечих організацій» та «Альманаху 100-ліття Пласту» (2012 рік).
Ініціаторка проєктів з допомоги бійцям Збройних сил України, котрі брали участь в бойових діях на сході України (2014 рік).

## Відзнаки
- Орден св. Юрія в золоті (Пластова відзнака)
- Орден Вічного Вогню в золоті (Пластова відзнака)
- Грамота почесного громадянина м. Стрий